# Mesteren (film fra 2000)
|  | Denne artikel er oprettet af botten Steenthbot ud fra en ekstern database. Den kan derfor have sproglige fejl eller mangler. Denne skabelon kan fjernes efter kontrol af indholdet. |

 For alternative betydninger, se Mesteren. (Se også artikler, som begynder med Mesteren)
Mesteren er en dansk kortfilm fra 2000 instrueret af Martin Andersen efter eget manuskript.

## Medvirkende
- Jakob Bjerregaard Engmann, Bartender
- Erik Holmey, The Master
- Kitt Maiken Mortensen, Woman
- Ida Cæcilie Rasmussen, Broad #1
- Mette L. Norup, Broad #2